# Willy Corsari
Willy Corsari, pseudonyme de Wilhelmina Angela Douwes-Schmidt, née le 26 décembre 1897 à Jette, en Belgique, et morte le 11 mai 1998 à Amstelveen, aux Pays-Bas, est un écrivain néerlandais d'origine belge.

## Biographie

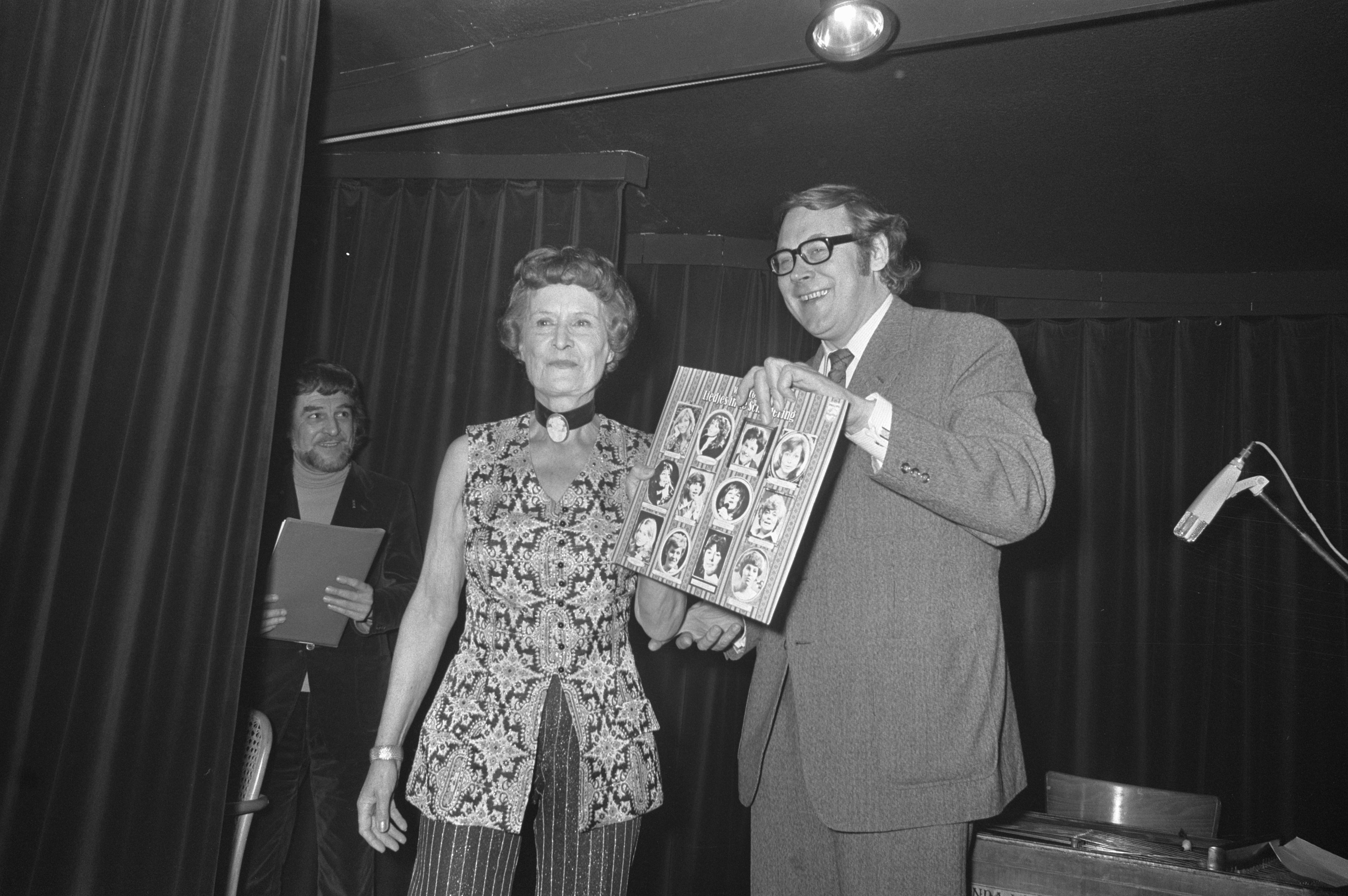
Willy Corsari en octobre 1972. Photo : Rob Croes / Anefo.

Elle est étudiante au De Theaterschool, se produit au cabaret et donne des concerts et des spectacles avec des artistes tels que Jean-Louis Pisuisse ou Louis Davids. 
Quand elle se met à écrire, elle devient un auteur populaire sous le pseudonyme masculin de Willy Corsari et atteint un vaste public : elle commence à publier ses récits dans des journaux en 1916. Si son premier roman paraît en 1927, elle n'acquiert une réelle audience que grâce à ses romans policiers parus dans les années 1930, notamment Le Secret de Lauriane Ostar (De zonden van Laurian Osta, 1931). C'est pendant les années 50 qu'elle obtient ses plus gros succès avec des romans sentimentaux. Elle est aussi la traductrice d'auteurs américains et français, notamment de Louis Bromfield et d'Albert Camus.

## Distinctions
- 1990 : Ordre d'Orange-Nassau

## Œuvres
- Misdaad zonder fouten (1927)
- De onbekende medespeler (1929)
- Chimaera (1929)
- Gestalten in den spiegel (1930)
- De zonden van Laurian Osta (1931) Publié en français sous le titre Le Secret de Lauriane Ostar, Paris, Albin Michel, 1954
- Nummers (1932)
- De man zonder uniform (1933)[1] Publié en français sous le titre L'Homme sans uniforme, Paris, Albin Michel, 1950
- Klokslag twaalf (1933)
- Terugkeer tot Thera (1934) Publié en français sous le titre Évasion, Paris, Éditions de la Paix, 1949
- Binnen drie dagen (1935)
- Alleen maar Peter (1935)
- De weg naar Scutari (1936)
- Schip zonder haven (1938)
- Een gast in uw huis (1940)
- Die van ons (1945) Publié en français sous le titre Les Nôtres, Paris, Éditions de la Paix, 1951
- De man die niet mocht terugkeren (1947) Publié en français sous le titre L'Homme qui n'était pas, Paris, Albin Michel, 1967
- De schorpioen (1948)
- Geliefde dwaas (1949) Publié en français sous le titre Cher innocent, Paris, Albin Michel, 1958
- Deze ene voorstelling (1951)
- Illusies (1953)
- Charles en Charlotte (1956)
- De man die er niet was (1959)
- De demon in de spiegel (1960)
- Kinderen en minnaars (1961)
- Door een noodlottig ongeva (1963)
- De bittere wijn (1966)
- Oude mensen hebben geheimen (1968)
- Isabelle (1971)
- Liedjes en herinneringen (1972)